# ショット・ショー
ショット・ショー（英: SHOT, Shooting Hunting and Outdoor Trade, SHOT Show）は、アメリカ合衆国、ネバダ州ラスベガスで毎年開催されている、射撃、狩猟及び銃器業界の見本市。IWA アウトドアクラシックス（IWAニュルンベルグとも）と並んで銃器展示会としては世界最大規模を誇る。また「SHOT」は射撃の一般的な意味に加え「Shooting, Hunting and Outdoor Trade」のアクロニムとなっている。この見本市は軍や法執行機関、商業目的での買い手と売り手、射撃競技関係者、狩猟関係者、銃器産業関係者のみ参加することができ、16歳以下の人間と一般開放は行われていない。
ショット・ショーは1979年、ミズーリ州セントルイスで初開催されており、国立射撃スポーツ財団により所有されており、公式イベントととして、ショーのスポンサーも務めている。以前は、ラスベガスと他の都市間を行き来していたが、ここ数年はラスベガスで開催されており、2027年までラスベガスでの開催が契約されている。2014年には過去最高となる630,000平方ftの展示面積に、6万7千人が来場しており、これは、全米で行われる見本市上位25位に入る内のひとつである。